# Bahnhof Bad Oldesloe

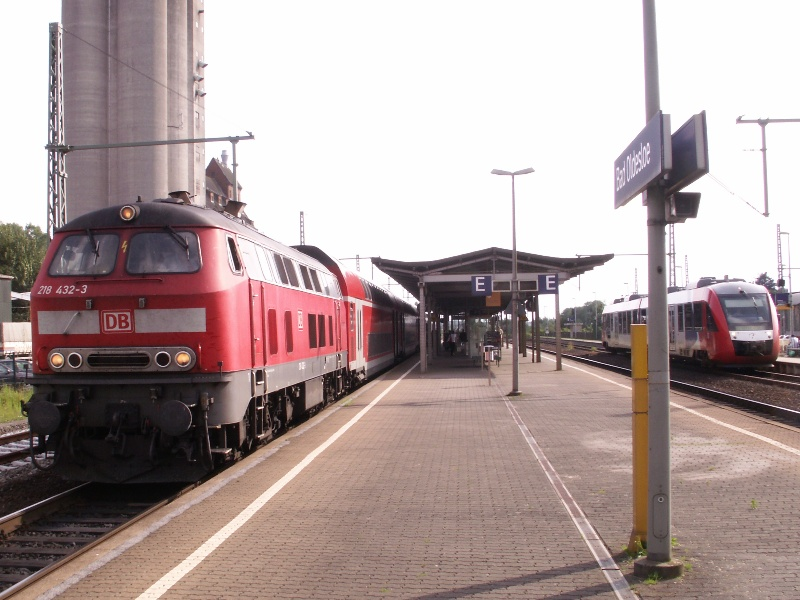
Bahnsteig mit Gleis 6 und 7

Der Bahnhof Bad Oldesloe ist der einzige Bahnhof der Kreisstadt Bad Oldesloe. Er liegt an der 1865 eröffneten Bahnstrecke Lübeck–Hamburg. Seit 1875 ist der Bahnhof Trennungsbahnhof, in diesem Jahr ging auch die hier abzweigende Strecke nach Neumünster in Betrieb. Die 1887 und 1897 folgenden Strecken nach Schwarzenbek und Ratzeburg sind heute stillgelegt. Das Gleis der Elmshorn-Barmstedt-Oldesloer Eisenbahn wurde bis Ende 2016 bis Blumendorf im Güterverkehr als Industriestammgleis befahren.
Der Bahnhof verfügt über einen Zentralen Omnibus-Bahnhof. Im öffentlichen Personennahverkehr gehört der Bahnhof inklusive Stadtgebiet und Umland zu den Tarifgebieten von HVV und NAH.SH.
Rund 220 Züge kommen täglich am Bahnhof an bzw. fahren ab. Der Bahnhof zählte 2019 insgesamt rund 11.000 Reisende und Besucher pro Tag.

## Geschichte

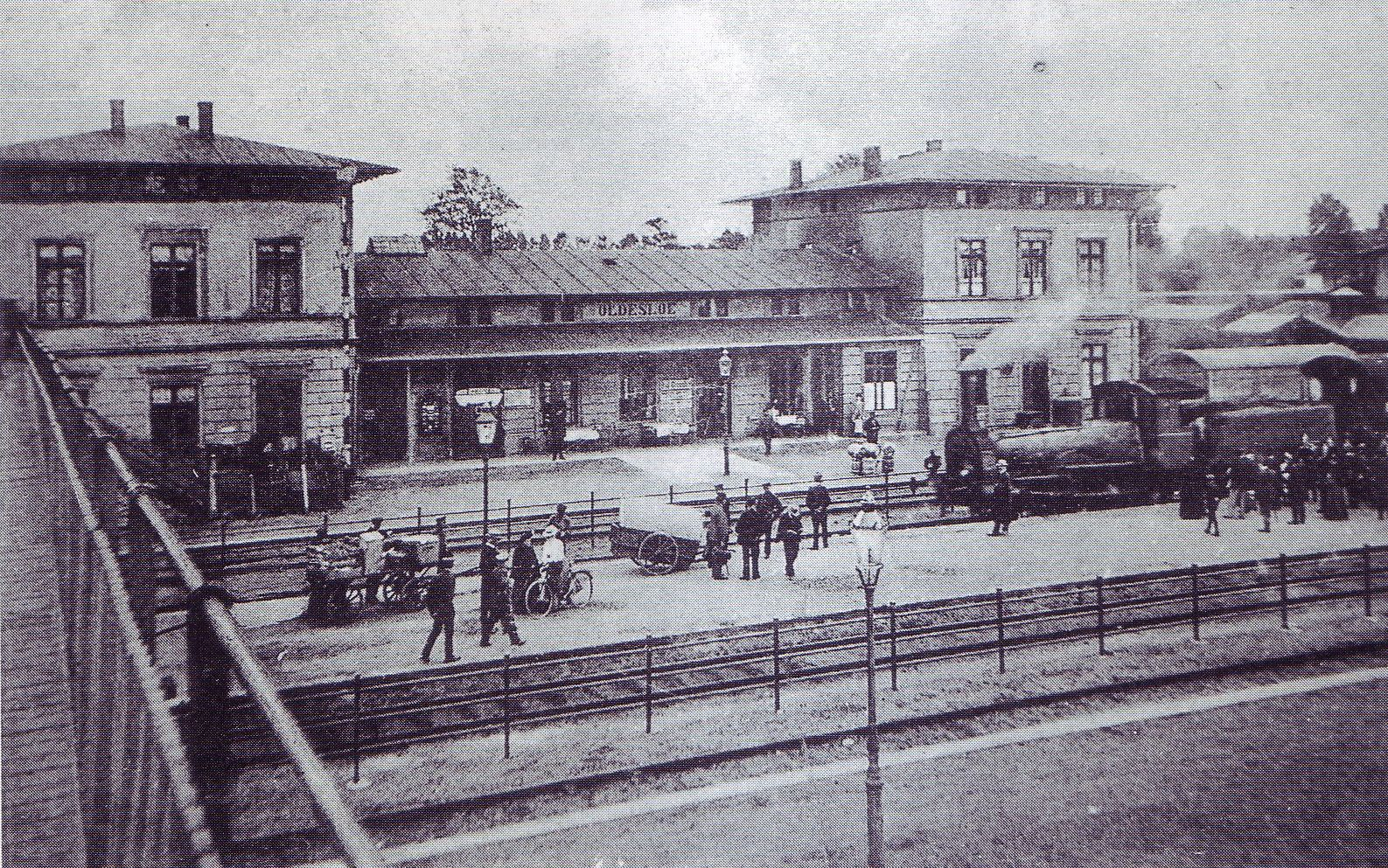
Bahnhof Oldesloe um 1900

Eröffnet wurde der Bahnhof am 1. August 1865 mit der Bahnstrecke Hamburg–Lübeck durch die Lübeck-Büchener Eisenbahn-Gesellschaft (LBE). Unter Walther Brecht, zu jener Zeit vorsitzender Direktor der Gesellschaft, wurde ein Schnellzug-Verkehr nach Kopenhagen und Stettin eingeführt. Bedingt durch die Bauliche Reorganisation des Gleiskörpers seiner Gesellschaft wurde der Bahnhof modernisiert.
Am 10. Dezember 1875 wurde der Bahnhof mit der Strecke nach Neumünster, die von der Altona-Kieler Eisenbahn-Gesellschaft errichtet worden war, zu einem Abzweigbahnhof. Die Altona-Kieler Eisenbahn-Gesellschaft wurde 1884 von den preußischen Staatseisenbahnen übernommen, die am 1. August 1887 eine Verlängerung der Strecke bis nach Schwarzenbek in Betrieb nahmen. Am 15. August 1897 wurde – ebenfalls von den preußischen Staatseisenbahnen – die Strecke nach Ratzeburg in Betrieb genommen. Beide Strecken überquerten im Süden des Bahnhofes auf Überwerfungsbauwerken die Strecke nach Hamburg.
Am 9. Juni 1907 begann der Betrieb der Elmshorn-Barmstedt-Oldesloer Eisenbahn (EBOE), die Strecke mündete in die Ratzeburger Strecke, Personenzüge fuhren in den Bahnhof ein. Für den gewachsenen Verkehr wurde der Bahnhof zu einem Inselbahnhof ausgebaut. Im nordwestlichen Teil verkehrten die Staatsbahn und die EBOE, im südöstlichen Teil die LBE. Durch die Verstaatlichung der LBE wurde diese Trennung 1938 aufgehoben. Zwischen den Strecken nach Ratzeburg und Hamburg/Schwarzenbek wurde ein Bahnbetriebswerk mit Drehscheibe und kleinem Ringlokschuppen errichtet.
Das ursprüngliche Empfangsgebäude war in seiner Insellage für Fußgänger aus der Stadt über eine hölzerne Fußgängerbrücke zu erreichen. Von dem Gebäude aus gelangte man durch einen Fußgängertunnel zu den Bahnsteigen. 1960 wurde dieser Tunnel bis zum Bahnhofsvorplatz an der Mommsenstraße verlängert und die Fußgängerbrücke abgerissen.
Am 30. Mai 1962 wurde ein neues Empfangsgebäude mit Zugang zum Fußgängertunnel seitlich der Gleisanlagen eröffnet. Der Entwurf stammte von Karl Radlbeck. Die Schalterhalle war in dem eingeschossigen Flachbau nahezu symmetrisch aufgebaut. Links des Haupteingangs befand sich die großzügig verglaste Bahnhofsgaststätte, rechterhand befand sich kontrastierend hierzu der fast vollständig verschlossene Wartebereich. Das ehemalige Empfangsgebäude auf dem Inselbahnsteig wurde erst 1965 abgerissen.
Die Nebenstrecken verloren mit den Jahren den Verkehr. Am 30. September 1962 wurde der Personenverkehr nach Ratzeburg eingestellt, 1971 auch der Güterverkehr. Die EBOE stellte den
Personenverkehr am 30. September 1973 ein, es blieb das Anschlussgleis bis nach Blumendorf. Am 29. Mai 1976 verlor auch die Strecke nach Schwarzenbek den Personenverkehr.
Durch die fortschreitende Einstellung des Verkehrs wurde der nordwestliche Bahnhofsteil überflüssig und zurückgebaut. Heute besteht er nur noch aus einem stumpf endenden Bahnsteiggleis mit einer Umfahrung für die Züge von und nach Hamburg. Die nördliche Ausfahrt ist in diesem Bereich nicht mehr vorhanden, das Streckengleis aus Neumünster wurde in den südöstlichen Bahnhofsteil verschwenkt. Die bisherigen Stellwerke wurden 1973 durch ein Drucktastenstellwerk ersetzt.

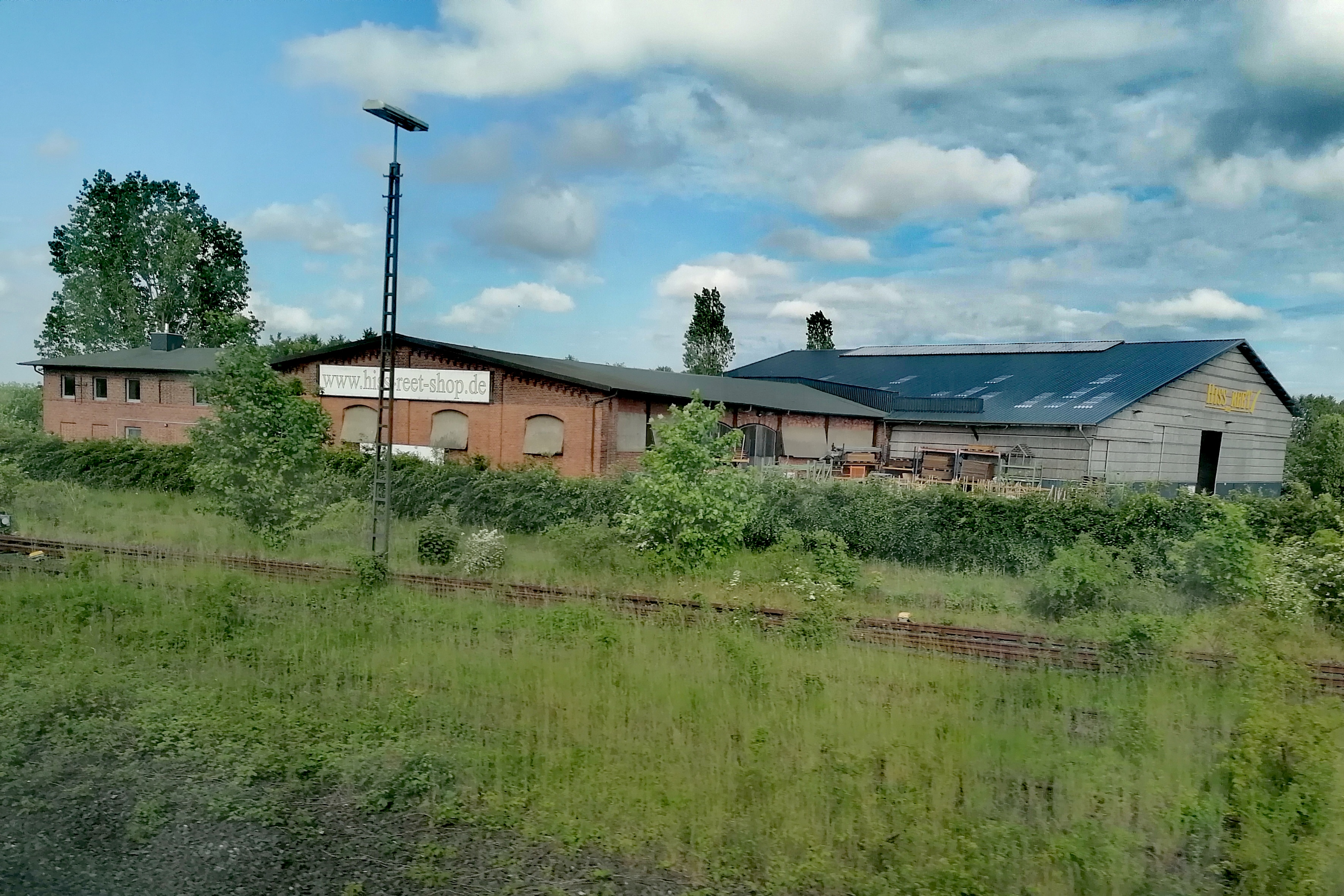
Ehem. Ringlokschuppen

Das derzeitige Empfangsgebäude wurde 1998 im Nordwesten der verbliebenen Gleisanlage errichtet. Dabei wurde ein Teil der Gleisanlagen (Gleis 1 und 2) überbaut. Der ehemalige Inselbahnsteig und der Mittelbahnsteig mit Gleis 6 und 7 werden über eine Unterführung erreicht, die auch von der südöstlichen Bahnhofsseite erreichbar ist, die Bahnsteige sind mit Treppen und Aufzügen angeschlossen.
Der Güterbahnhof östlich der Lübeck–Hamburger Strecke ist heute gleisfrei und umgestaltet, einige Güterschuppen sind noch vorhanden. Die Rangier- und Abstellgleise im Süden sind großenteils entfernt. Es sind noch Reste des Bahnbetriebswerkes wie der gewerblich genutzte Ringlokschuppen vorhanden.
Seit 2008 ist die Bahnstrecke Lübeck–Hamburg elektrifiziert, während die abzweigende Strecke nach Neumünster von der Nordbahn vorerst mit Dieselfahrzeugen vom Typ LINT 41 betrieben wurde. Nach einer Untersuchung von 2010 hätte hier eine Elektrifizierung nur ein Nutzen-Kosten-Verhältnis von 0,6. Seit 2024 kommen auf der Linie RB 82 Akkufahrzeuge zum Einsatz, nachdem der Nahverkehrsverbund Schleswig-Holstein für die Neuausschreibung mehrerer Linien lokal emissionsfreie Fahrzeuge bestellt hatte.

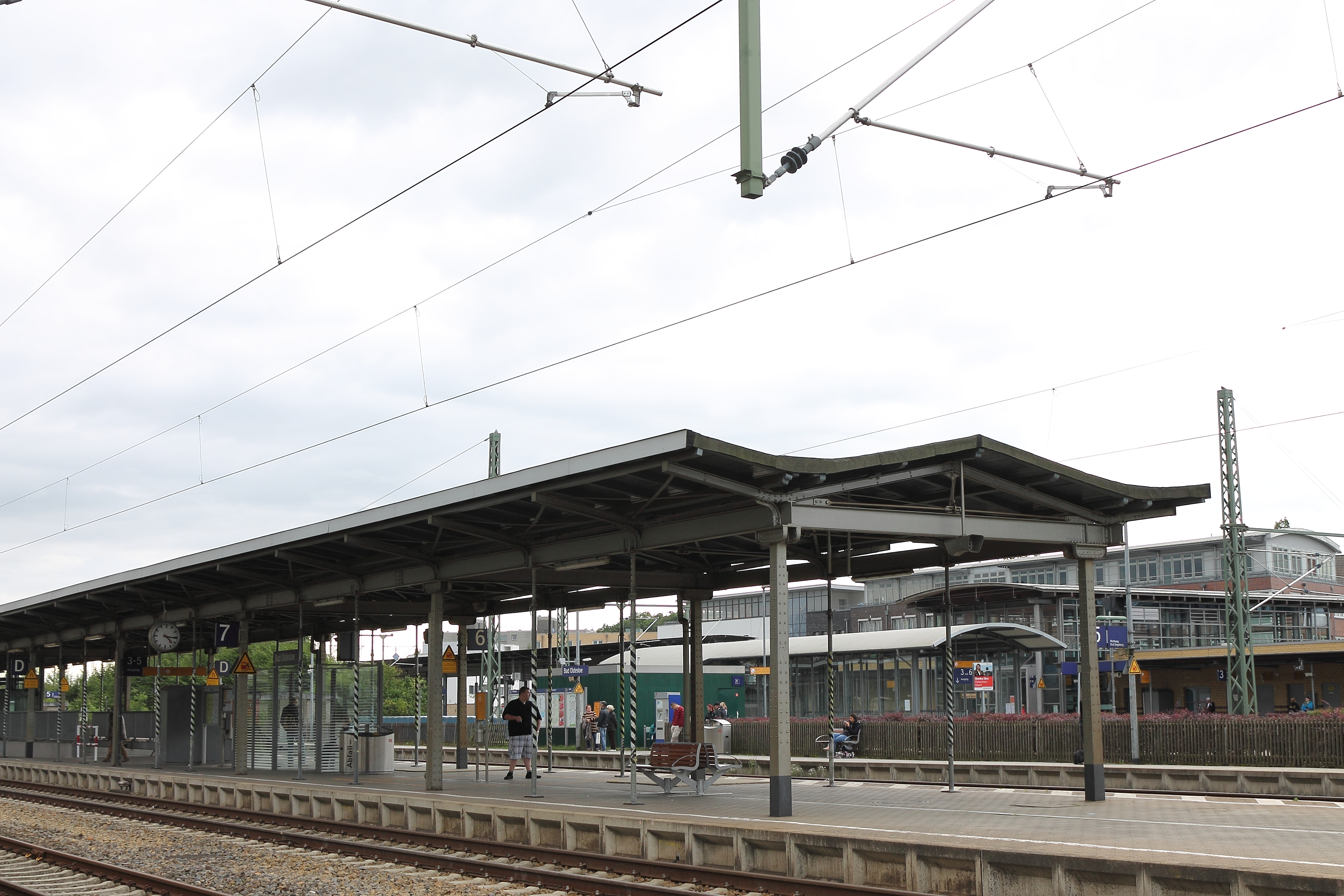
Denkmalgeschütztes Bahnsteigdach

Das Bahnsteigdach vom Bahnsteig zwischen Gleis 6 und 7 steht unter Denkmalschutz.
Seit April 2022 werden alle vorhandenen Bahnsteige umfassend saniert und zum Teil mit beheizten Warteräumen ausgestattet. Dadurch wollen die Deutsche Bahn und das Land Schleswig-Holstein den Bahnhof attraktiver und barrierefreier machen.

## Bedienung
| Strecke | Strecke | Taktfrequenz                                                              | Fahrzeuge                                                                  | Betreiber                   |
| ------- | --- | ------------------------------------------------------------------------- | -------------------------------------------------------------------------- | --------------------------- |
| RE8     | Hamburg Hauptbahnhof – Bad Oldesloe – Reinfeld (Holst) – Lübeck-Moisling – Lübeck Hbf – Lübeck-Dänischburg IKEA – Lübeck-Kücknitz – Lübeck-Travemünde Skandinavienkai – Lübeck-Travemünde Hafen – Lübeck-Travemünde Strand | stündlich, ergänzt sich mit dem RE 80 zum Halbstundentakt nach Lübeck Hbf | 2 × vierteilige Stadler KISS (ab Lübeck Hbf und zu Randzeiten nur einzeln) | DB Regio Schleswig-Holstein |
| RE80    | Hamburg Hauptbahnhof – Ahrensburg – Bad Oldesloe – Reinfeld (Holst) – Lübeck-Moisling – Lübeck Hbf | stündlich, ergänzt sich mit dem RE 8 zum Halbstundentakt nach Lübeck Hbf  | 2 × vierteilige Stadler KISS (ab Lübeck Hbf und zu Randzeiten nur einzeln) | DB Regio Schleswig-Holstein |
| RB 81   | Hamburg Hauptbahnhof – Hamburg-Hasselbrook – Bahnhof Hamburg Tonndorf – Hamburg-Rahlstedt – Ahrensburg – Ahrensburg-Gartenholz – Bargteheide – Kupfermühle – Bad Oldesloe                                                  | stündlich                                                                 | Bombardier Traxx oder Baureihe 112 + 6 Bombardier Doppelstockwagen         | DB Regio Schleswig-Holstein |
| RB 82   | Bad Oldesloe – Fresenburg – Wakendorf – Altengörs – Bad Segeberg – Fahrenkrug – Wahlstedt – Rickling – Neumünster Süd – Neumünster                                                                                         | stündlich                                                                 | 1–2 × Stadler FLIRT Akku                                                   | Nordbahn                    |